# Protogenes (Konsul)
Flavius Flor(entius?) Romanus Protogenes, kurz Flavius Protogenes, war ein spätantiker oströmischer Staatsmann, der im Jahr 449 n. Chr. als Konsul amtierte. Er war zudem Praefectus praetorio Orientis und Patricius.
Über das frühe Leben und die Herkunft von Protogenes ist wenig bekannt. Sein Name deutet aber auf eine Zugehörigkeit zur senatorischen Elite des Oströmischen Reiches hin.
Protogenes war zweimal Praefectus praetorio Orientis. Seine erste Amtszeit ist nicht datierbar, während die zweite von 448 bis 449 währte. Während seiner zweiten Präfektur erhielt Protogenes einen Brief von Theodoret von Kyrrhos, der der Ketzerei beschuldigt worden war. Theodoret bat ihn darin um die Gewährung eines fairen Prozesses.
Im Jahr 449 n. Chr. wurde Protogenes Konsul im Osten des Reiches, während sein Kollege Astyrius Konsul im Westen war. Protogenes’ Konsulat ist insbesondere im Zusammenhang mit dem Konzil von Ephesos, der sogenannten „Räubersynode“, bekannt. Dieses Konzil, welches die monophysitischen Lehren des Eutyches unterstützte, wurde später vom Konzil von Chalcedon (451 n. Chr.) verurteilt.